# Сінкі (гміна Закшево)
Сінкі (пол. Sinki) — село в Польщі, у гміні Закшево Александровського повіту Куявсько-Поморського воєводства.
Населення — 103 особи (2011).
У 1975-1998 роках село належало до Влоцлавського воєводства.

## Демографія
Демографічна структура станом на 31 березня 2011 року:
|          | Загалом | Допрацездатний вік | Працездатний вік | Постпрацездатний вік |
| -------- | ------- | ------------------ | ---------------- | -------------------- |
| Чоловіки | 47      | 6                  | 36               | 5                    |
| Жінки    | 56      | 14                 | 29               | 13                   |
| Разом    | 103     | 20                 | 65               | 18                   |